# 德黑蘭省
德黑蘭省（波斯語：استان تهران）是伊朗三十一個省份之一。它涵蓋19,000平方公里，面積排行二十二。有人口12,000,000（2005年數據），為伊朗人口最高的省份。首府德黑蘭市。

## 地理位置
德黑蘭省北鄰馬贊德蘭省，西接加茲溫省，東界塞姆南省，南與庫姆省和馬兒卡吉省接壤。境內多為高山，其中德馬峰為全國最高的山峰，海拔超過5,600公尺。

## 行政劃分
德黑兰省下設13縣、43市、1358鄉；其波斯语名称及英语译名分别如下：
| 波斯語   | 英語譯音           | 漢語譯音       |
| -------- | ------------------ | -------------- |
| دماوند   | Damavand County    | 达玛文德县     |
| اسلام‌شهر | Eslamshahr County  | 埃斯兰夏尔县   |
| فیروزکوه | Firuzkuh County    | 菲鲁兹库县     |
| کرج      | Karaj County       | 卡拉季县       |
| نظرآباد  | Nazarabad County   | 纳扎拉巴德县   |
| پاکدشت   | Pakdasht County    | 帕克达什特县   |
| ری       | Rey County         | 雷伊县         |
| رباط‌کریم | Robat-Karim County | 罗巴特卡里姆县 |
| ساوجبلاغ | Savojbolagh County |                |
| شهریار   | Shahriar County    | 沙里尔县       |
| شمیرانات | Shemiranat County  |                |
| تهران    | Tehran County      | 德黑兰县       |
| ورامین   | Varamin County     | 瓦拉明县       |

## 歷史
德黑蘭省境內有多處人類居住過的痕跡。其中一些遺址更達到數千年的歷史。1778年，德黑蘭取代了古都雷伊成為境內最大城市。其後，德黑蘭市亦發展為全國的政治、經濟及文化中心。在過去200年中，有不少名人、詩人、作家等均出自這裡。

## 旅遊名勝
- 伊朗獨立記念碑
- 伊朗珍寶館
- 德黑蘭公園
- 德黑蘭博物館